# Boulet de Metz
Pour les articles homonymes, voir Boulet (homonymie).

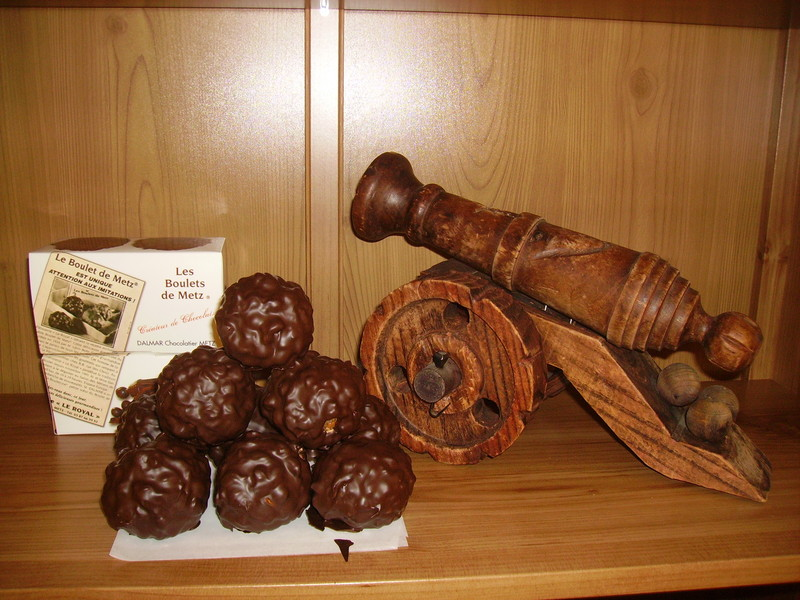
Boulet de Metz

Le boulet de Metz est une spécialité chocolatière de la ville de Metz, dont la recette originale a été mise au point par un pâtissier de la rue des Clercs, Léon Bohr en 1934 et qui plus tard en déposa la marque. 
Sa forme, sa taille et son aspect extérieur rappellent ceux de véritables boulets de canons, en référence à l’histoire militaire de la ville.
Il s’agit d’un biscuit fourré d'une ganache, qui est ensuite enrobé de pâte d’amande chocolat puis de caramel, et enfin, recouvert d’éclats de noisettes grillées et d’une fine couche de chocolat noir ou de chocolat lait. 
La marque a été re-déposée en 1995 par Gilles Dalmar, chocolatier à Metz. 

### Sources
- Article de Die Welt (allemand)